# Храм Святой Варвары (Светлый)
Храм Святой Варвары (Варваринская церковь) — православный храм в городе Светлом Калининградской области. Входит в состав Приморского благочиния Калининградской епархии Русской православной церкви. Крупнейший храм в Светловском городском округе, площадь — 170 квадратных метров.

## История
До 1945 года нынешнюю территорию Варваринского храма, на перекрёстке Горького-Советская-Калининградская в городе Светлом занимала школа, построенная в XVII веке. Школа действовала и в годы Второй мировой войны, была закрыта 17 апреля 1945 года. С 1950-х по 1990-х в переоборудованных развалинах бывшей школы располагались склады «Рыбкоопа».
История собственно храма в честь великомученицы Варвары начинается с закладки в мае 1999 года. До 2007 года были выполнены основные работы по сооружению храма компанией «СК Монолит», можно заметить, что строительной компанией были предугаданы требования к храмам заявленные Епархиальном собрании духовенства Москвы в декабре 2009 года. Освящение храма произошло в ходе архипастырского визита митрополита Смоленского и Калининградского Кирилла (ныне патриарха Московского и всея Руси) в Калининградскую область 26 мая 2007 года.
Проповедь митрополита Кирилла в день освящения храма: 
«Сегодня возводится всё больше и больше православных храмов, и это происходит потому, что у людей ощущается реальная потребность в них.
Из своего исторического опыта мы понимаем, что храм — это спасительный ковчег, а вера — это та спасительная сила, которая преображает всего человека, делает его непобедимым, действительно духовно сильным, и вокруг такого человека преображается всё — и общество, и природа.
Если мы хотим построить красивую страну, с красивыми городами, сёлами, красивыми дорогами и прочим, то у нас должны быть соответствующие мотивы и люди; а поэтому главная задача сегодня — это исцеление наших душ. А кто может исцелить наши души, кроме Бога? Ибо Он — врач душ и телес.

Поэтому мы и строим сегодня новые храмы, собираемся в них на общую молитву, чтобы получить от Господа реальные силы преобразить всю нашу жизнь»
В 2007—2008 годах храм был расписан и украшен шестиярусным иконостасом. В 2008 году строительство на территории храма продолжилось: всё той же компанией «СК Монолит» были построены Врата-Звонница и здание церковного причта. Все строительные и ремонтные работы велись под руководством настоятеля игумена Тихона (Кушнира) и его помощницы послушницы Анны (Павловой). В мае 2017 года настоятелем храма назначен митрофорный протоиерей Иосиф Иванович Ильницкий.
В период с 2017 по 2020 годы внешний вид храмового комплекса подвергся реконструкции: проведены ремонт фасадов храма, звонницы, дома причта; паперти вместо керамической плитки были облицованы мрамором; заменён купол и крест.

## Архитектура и интерьер храма

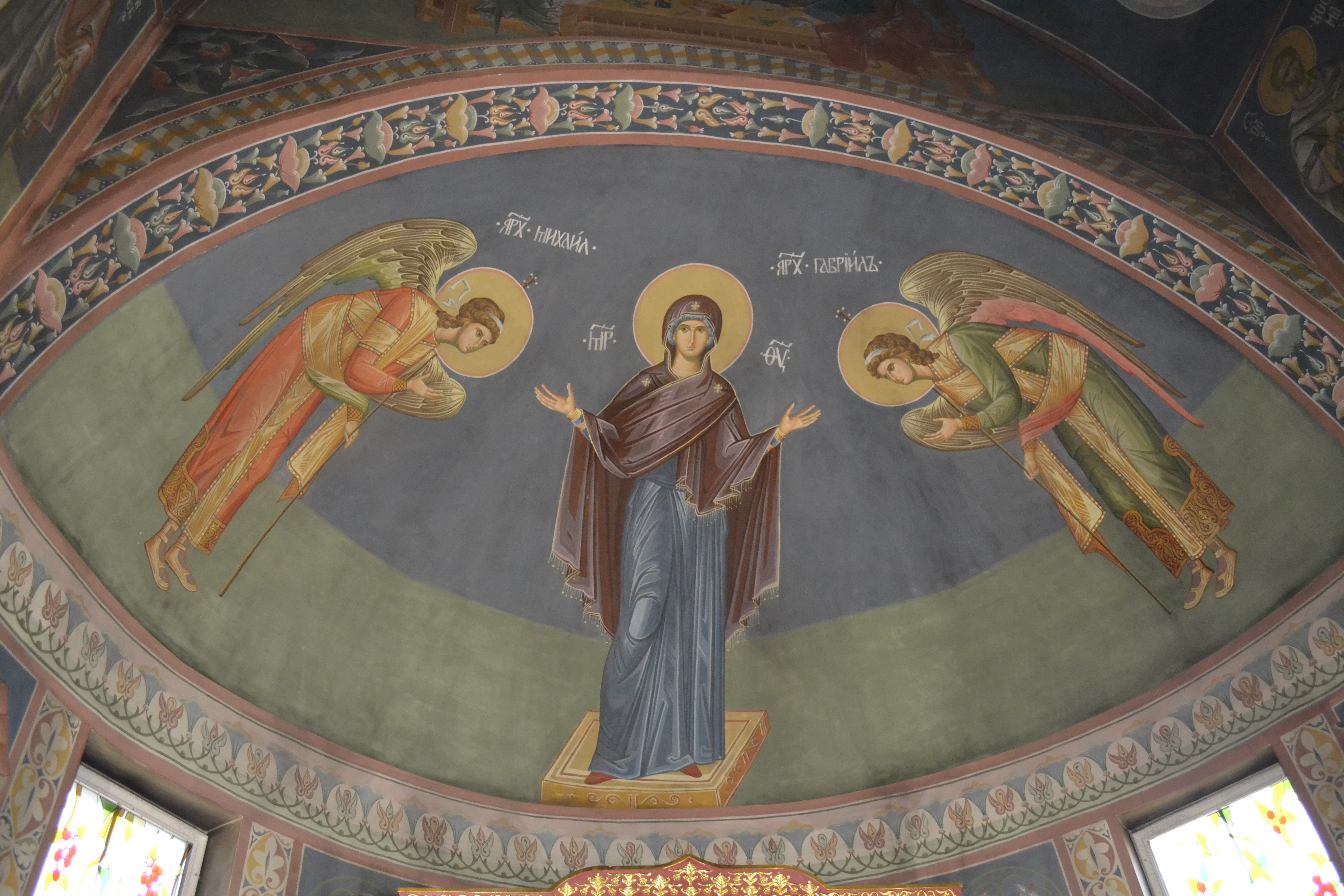
Фрагмент росписи храма

Храм построен в стиле русского зодчества, в плане представляет базилику продолговатой формы. В архитектурных формах храм изобилует традиционными для византийского стиля сводами. Храм завершён луковичным куполом, характерным для русского церковного зодчества XVI—XVII веков.
Настенные росписи и иконостас дополняют друг друга, являя храмовый интерьер в русско-византийской традиции XIV—XVI веков, выполнены иконописной мастерской «София-Арт» из Сергиева Посада в 2008 году. Росписи созданы в технике темперной живописи и представляют собой реконструкцию древней византийской настенной храмовой фрески. Резной золочёный с выкрасом иконостас — классический русский высокий иконостас, состоящий из пяти рядов. Царские врата и дьяконские двери украшены позолоченной басмой и полудрагоценными камнями.

## Святыни храма
В храме хранятся 72 мощевика с частицами тел угодников Божиих

## Приходской комплекс при храме

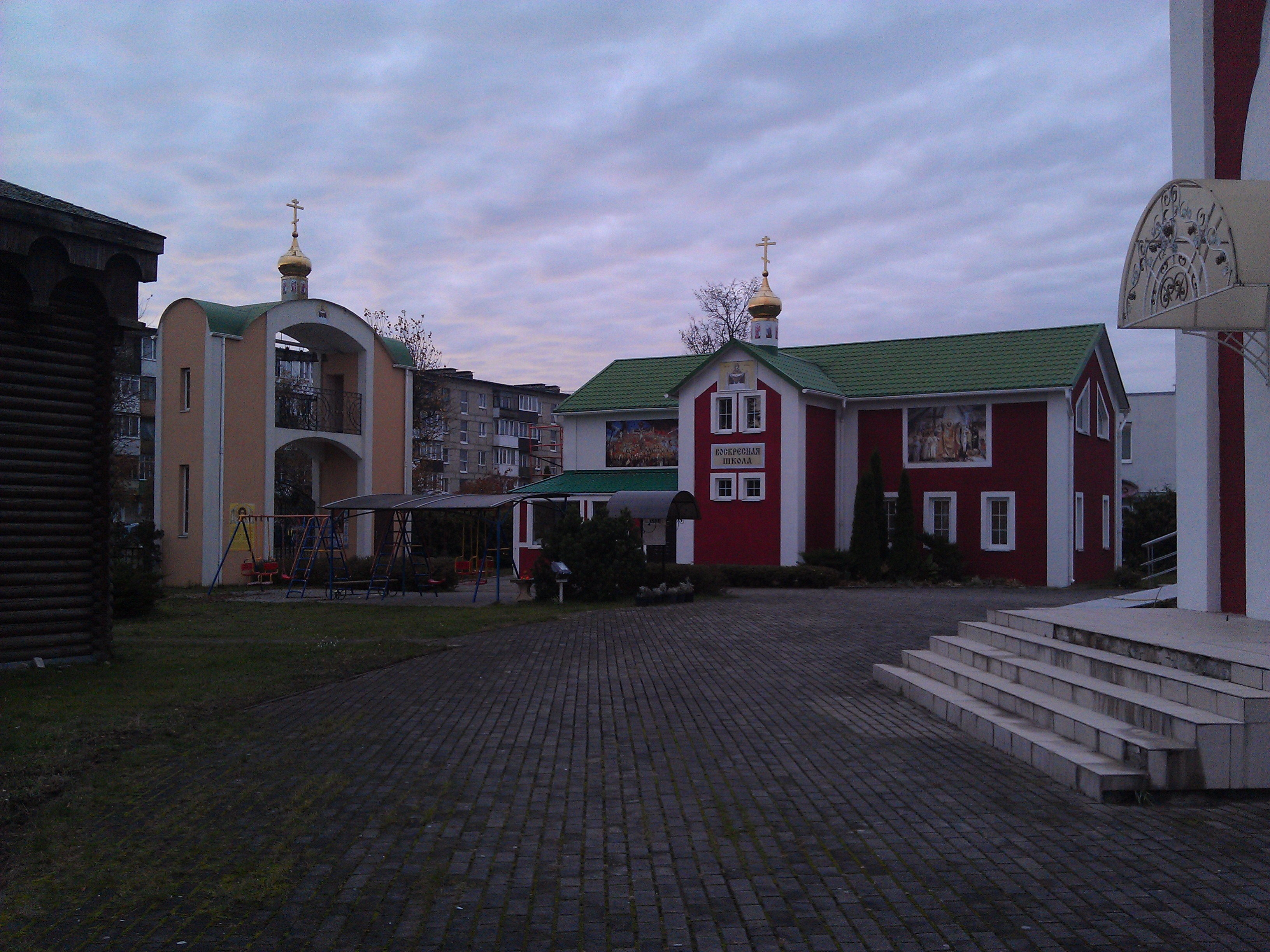
Врата-звонница и приходской дом на территории Варваринской церкви

На территории храма кроме храмового здания находятся другие постройки, которые вместе с храмом составляют приходской комплекс святой великомученицы Варвары:
- Деревянная часовня.[16] Часовня представляет бревенчатый сруб в виде куба с дощатой пристройкой и крыльцом. Имеются три небольших окошка с витражами. Основное помещение перекрыто четырёхскатной крышей, притвор и крыльцо имеют двускатные крыши. Часовня увенчана голубым луковичным куполом.[15]
- Врата-звонница[17]- прямоугольное в плане сооружение состоящее из двух полых пилона отстоящих на расстоянии 4 метров друг от друга и дугообразным перекрытием между ними. По вертикали сооружение разделено на два уровня открытой огороженной площадкой: в нижней части расположены декоративно оформленные ковкой ворота, а в верхней — звонница с пятью колоколами. В западном пилоне спрятана лестница на звонницу. Врата-звонница увенчаны луковичным куполом с восьмиконечным крестом. Постройка врат-звонницы произведена в 2008—2009 году.[15]
- Приходской дом -[18] двухэтажное здание, в котором располагается воскресная школа, церковная лавка, трапезная, покои настоятеля. В плане здание представляет крест с пристройкой, увенчивает его золотистый луковичный купол.[15]

## Приписные церкви
Часовня в честь святителя Луки Войно-Ясенецкого при Светловской городской больнице располагается в специально выделенной руководством больницы в апреле 2017 года комнате для совершения Таинств, богослужений, треб Русской православной церкви

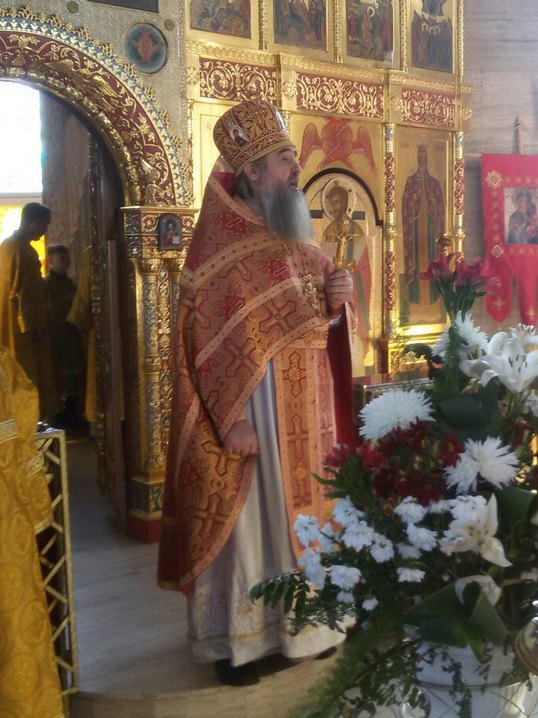
Митрофорный протоиерей Иосиф Ильницкий, настоятель прихода с 2017 года

## Клир
- Игумен Тихон (Кушнир) — настоятель (1999—2017)[21];
- митрофорный протоиерей Иосиф Ильницкий — настоятель (с 2017)[3][22].